# Sven-Gösta Neumann
Sven-Gösta Neumann (* 10. März 1909 in Norrköping; † 28. Juni 1985) war ein schwedischer Romanist.

## Leben und Werk
Neumann studierte in Berlin und Lund, promovierte an der Universität Lund mit der Arbeit Recherches sur le français des XVe et XVIe siècles et sur sa codification par les théoriciens de l'époque (Lund 1959) und war ab 1960 Dozent ebenda.